# 哈拉卜贾
哈拉卜贾（库尔德语: هه‌ڵه‌بجه‎ Helebce）是伊拉克库尔德斯坦的一个城市，是哈拉卜贾省的首府，位于伊拉克首都巴格达东北方240（150英里）。
该市坐落在两伊边境上被称为“大乌拉曼”（greater Hewraman region）的地区。该市的库尔德人通常仅讲库尔德语索拉尼方言，周边村落的居民有讲Hewrami方言的。

## 历史

### 早期历史
哈拉卜贾有着悠久的历史。2009年8月，在改市的Ababile发现三座17世纪的墓地，包括Ahmed Mukhtar Jaf、Tayar Bag Jaf和Adila Khanim等历史人物的陵墓。
这表明该市建立的要比一些资料声称的要古老，这些资料声称该市于1850年由奥斯曼帝国建立。然而，其现代发展是从20世纪初开始的。邮局于1924年开设，第一所学校于1925年开设，Qaysari Pasha和Hamid Bag市场于1932年建成，而直到1940年，该市才通电。
在20世纪初，在哈拉卜贾驻有很多英国士兵。

### 化学袭击
在两伊战争的最后阶段，库尔德武装“自由斗士”的游击队在伊朗的支持下解放了哈拉卜贾。1988年3月16日，在两天的常规火力袭击之后，伊拉克对哈拉卜贾镇实施了化武袭击。